# Diepenbrock (Adelsgeschlecht)

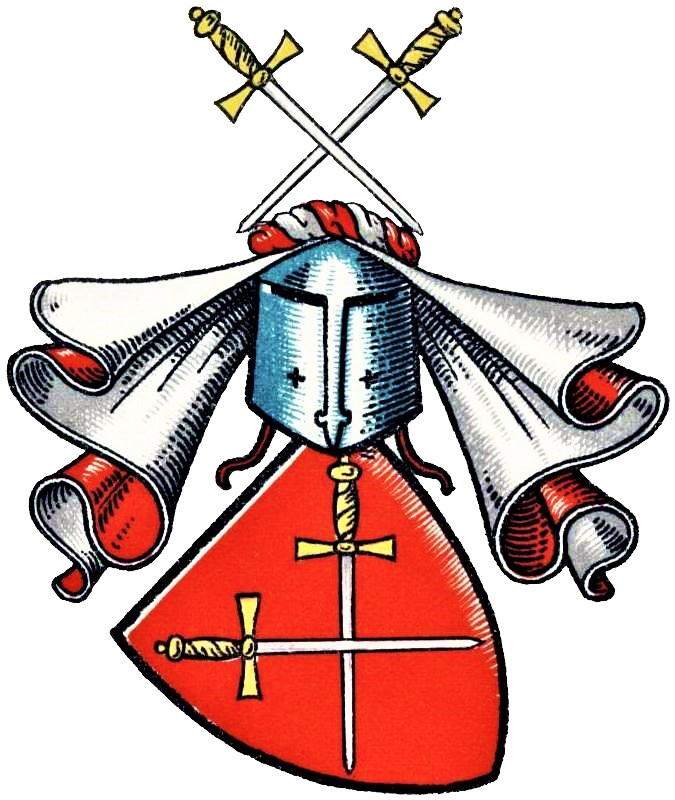
Stammwappen derer von Diepenbrock im Wappenbuch des Westfälischen Adels

Diepenbrock (auch Depenbroick, Diepenbroek, Deipenbrock, Deypenbrock, Diepenbruch o. ä.) ist der Name eines westfälischen Adelsgeschlechts.

## Diepenbrock (Uradelsgeschlecht)

### Geschichte
Der Stammsitz des Geschlechts war Haus Diepenbrock bei Barlo, einem zu Bocholt gehörenden Dorf an der deutsch-niederländischen Grenze. Während das Haus erstmals 1268 im Besitz von Heinrich von Diepenbrock Erwähnung findet, erscheinen die Herren von Diepenbrock bereits in Urkunden des 12. Jahrhunderts. 1326 wird Haus Diepenbrock als Arnheimisches Lehen im Besitz von Gerhard von Diepenbrock genannt. Die gesicherte Stammreihe der Familie beginnt mit Rötger von Diepenbrock, der 1379 urkundlich auftritt. 1520 fiel der Stammsitz durch Heirat von Anna von Diepenbrock, Tochter des Gert von Diepenbrock, an die Utrechter Familie Welfeld(t).
Neben ihrem Stammhaus besaß das Geschlecht im Laufe der Zeit eine Vielzahl von Gütern vor allem in Westfalen und am Niederrhein. In Westfalen hatten sie Borg (Warendorf) (urkundl. 1747), Burg Buldern (Coesfeld) (1465–1747), Caldenhof (Halle) (1656), Dingden (Borken) (1424), Dülmen (Coesfeld) (1747), Emelinck (1556), Engelbertinck (Coesfeld) (1579), Gebbinck (1556), Heyen (1675–1747), Haus Hilbeck (Hamm) (1700), Kortenhorn (Borken) (1379–1538), Haus Marck (1576–1804), Meinhövel (Lüdinghausen) (1700), Burg Nienborg (Ahaus) (1487–1574), Nierenhof (1527), Schwansbell (Hamm) (1750), Haus Tenking (Borken) (1450–1580) und Westerwinkel bei Herbern (Lüdinghausen) (1523–1584) im Besitz. Am Niederrhein gehörten ihnen im Klevischen Haus Empel (auch Impel) (1486–1666), Groin (1642), Götterswick (1575), Hamminkel (1500–1594), Hurll (1689) und Millingen (1599–1666). In der niederländischen Provinz Gelderland hatten sie Diepenbrock, Endegeest (1754), Poelwiek (1538), Travenhorst (1555), Uebbinck (1402), Wercken (1754), Werckendam (1754), Westdoorn (1754) und Westwesel (1754). Hinzu kamen im Königreich Hannover und im Herzogtum Braunschweig Aburg (Osnabrück) (1670), Butforde (Ostfriesland) (1560), Eime (Hildesheim) (1836), Gittelde (Braunschweig) (1700), Middelstewehr (Ostfriesland) (1560–1584) und Willershausen (Calenberg) (1749–1799).
Aus der alten westfälischen Stammlinie kamen Vertreter in zwei Zweigen in das Baltikum. Der erste schon mit dem Deutschen Orden. Ein Helmich von Diepenbrock verkaufte 1167 dem Kloster Padis 5 Unken Land im Dorf Foenemuller. Ein anderer Helmich von Dipenbrock war von 1364 bis 1367 Komtur der Kommende Reval. Noch im 15. Jahrhundert traten Familienmitglieder als Bürger in Reval auf. Der zweite Zweig kam im 16. Jahrhundert mit Werner von Diepenbrock († 1615) aus Coesfeld nach Riga. Ein anderer Werner von Diepenbrock († 1631) war 1616 Pastor zu St. Petri in Riga. Seine Söhne Rötger, Michael und Andreas von Diepenbrock wurden Ratsherren in Riga. Die Familie hatte u. a. Besitz im Kirchspiel Alt-Salis (Kusemanshof). Die Linie im Baltikum erlosch 1732 mit dem Tod des Commissarius Georg von Diepenbrock.
Die westfälische Stammlinie teilte sich später in zwei Hauptlinien zu Empel und Heyen im Klevischen und zu Willershausen im Hannoverschen. Aus der ersten Linie erhielt Johann Hermann von Diepenbrock 1652 den Reichsfreiherrenstand. Dieser wurde 1713 bestätigt. Am 22. Juli 1719 bekam Johann Bertram Arnold Freiherr von Diepenbrock zu Empel, königlich-preußischer Kammerherr und Landdrost zu Kleve, von König Friedrich II. ein Reichsgrafendiplom unter dem Namen „Gronsfeld von Diepenbrock-Empel“ verliehen, ferner am 28. Juli 1740 ein preußisches Grafendiplom. Mit letzterem Grafendiplom erging am selben Tag ein preußisches Freiherren-Diplom für dessen Söhne Friedrich, Alexander Conrad Carl, Heinrich Ludwig und Bertram Philipp Sigismund Albrecht von Diepenbrock.
Stifter der Willershausen-Linie war der Hofmeister der verwitweten Landgräfin Kunigunde Juliane zu Hessen-Rothenburg. Von seinen beiden Söhnen war einer herzoglich-braunschweig-wolfenbüttelscher Oberst, der andere, Hermann von Diepenbrock zu Willershausen, war Oberhofmeister der fürstlichen Akademie zu Wolfenbüttel, später fürstlich-hessischer Oberamtmann zu Hirschfeld. Von seinen Söhnen war Philipp von Diepenbrock 1731 königlich-großbritischer Oberst. Ein anderer Sohn, Heinrich von Diepenbrock, stand in fürstlich-hessischen Kriegsdiensten. Heinrich Carl Dietrich von Diepenbroich, Herr zu Buldern, war 1738 Domherr zu Halberstadt. Gustav von Grüter, königlich-preußischer Landrat des Kreises Tecklenburg, verheiratet mit einer von Diepenbrock, erhielt am 15. Oktober 1840 und 24. September 1841 ein Freiherrendiplom unter dem Namen „von Diepenbroick-Grüter“.

### Persönlichkeiten
- Gustav von Diepenbroick-Grüter (1815–1899), deutscher Richter und Parlamentarier
- Hans-Dietrich von Diepenbroick-Grueter (1902–1980), deutscher Antiquar und Sammler von Porträts
- Heinrich von Diepenbrock († 1568), Domherr in Münster
- Helmich von Dipenbrock, 1364–1367 Komtur der Kommende Reval
- Hermann von Diepenbrock (1549–1596), Domherr in Paderborn sowie Hofkammerrat und Domscholaster in Münster
- Johann Bertram Arnold von Diepenbroick-Gronsfeld (1657–1720), königlich-preußischer Kammerherr und Landdrost zu Kleve, ab 1713 Graf
- Karl von Diepenbroick-Grüter (1837–1899), preußischer Generalmajor
- Lubbert von Diepenbrock († 1471), 1455–1471 Propst zu Cappenberg
- Ludwig von Diepenbroick (1738–1805), kurhannoverischer Generalleutnant und Kommandant von Lüneburg
- Ludwig von Diepenbroick-Grüter (1804–1870), preußischer Landrat
- Otto von Diepenbroick-Grüter (General, 1819) (1819–1870), preußischer Generalmajor
- Otto von Diepenbroick-Grüter (General, 1860) (1860–1940), deutscher Generalleutnant
- Rutger von Diepenbrock, 1459 Drost zu Recklinghausen
- Sweder von Diepenbrock, 1478 Deutsch Orden-Ritter und Komtur zu Brackel[6]

### Wappen
- Blasonierung des Stammwappens im Wappenbuch des Westfälischen Adels: In Rot zwei abwärts gekehrte ins Andreaskreuz gestellte Schwerter mit silbernen Klingen und goldenen Griffen (auch mit silbernen Griffen und goldenen Stichblättern). Auf dem rot-silbern bewulsteten Helm die Schwerter. Die Helmdecken sind rot-silbern.[7]

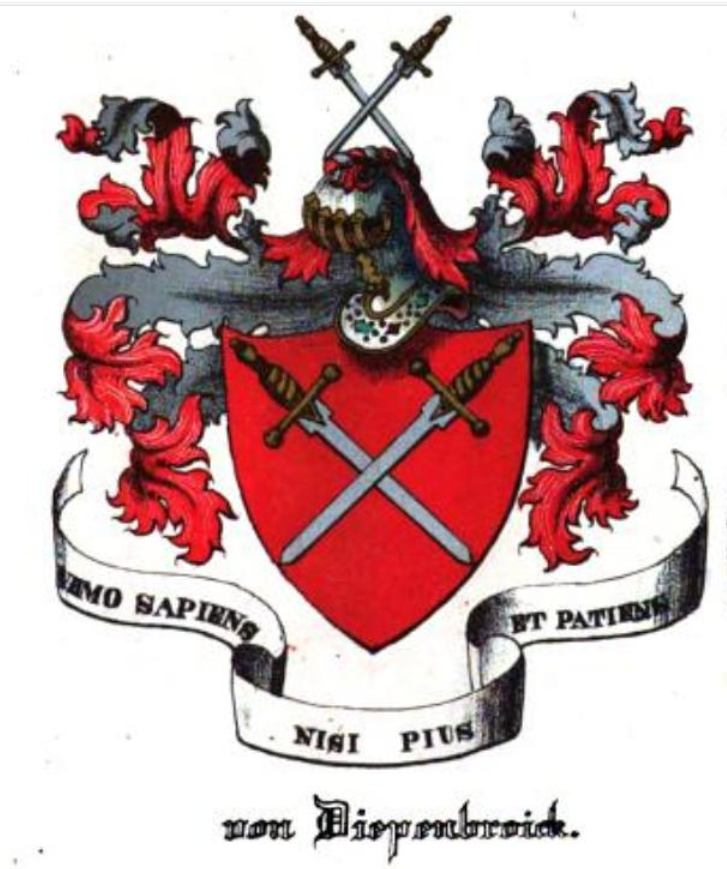
Wappen derer von Diepenbroick im Geschlechts- und Wappenbuch des Königreichs Hannover und des Herzogtums Braunschweig
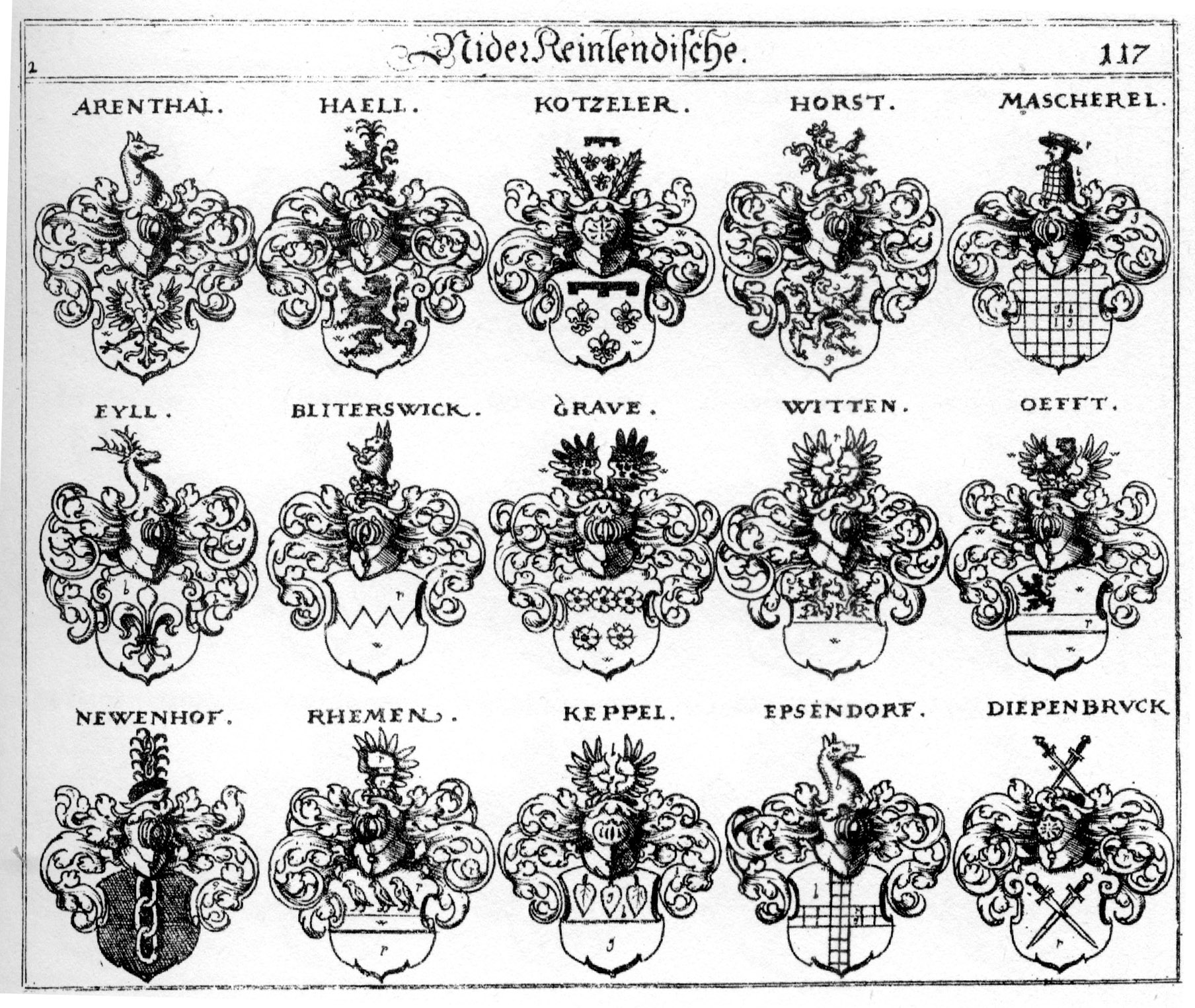
Wappen derer von Diepenbruck unter den Nider-Reinlendischen bei Johann Siebmacher
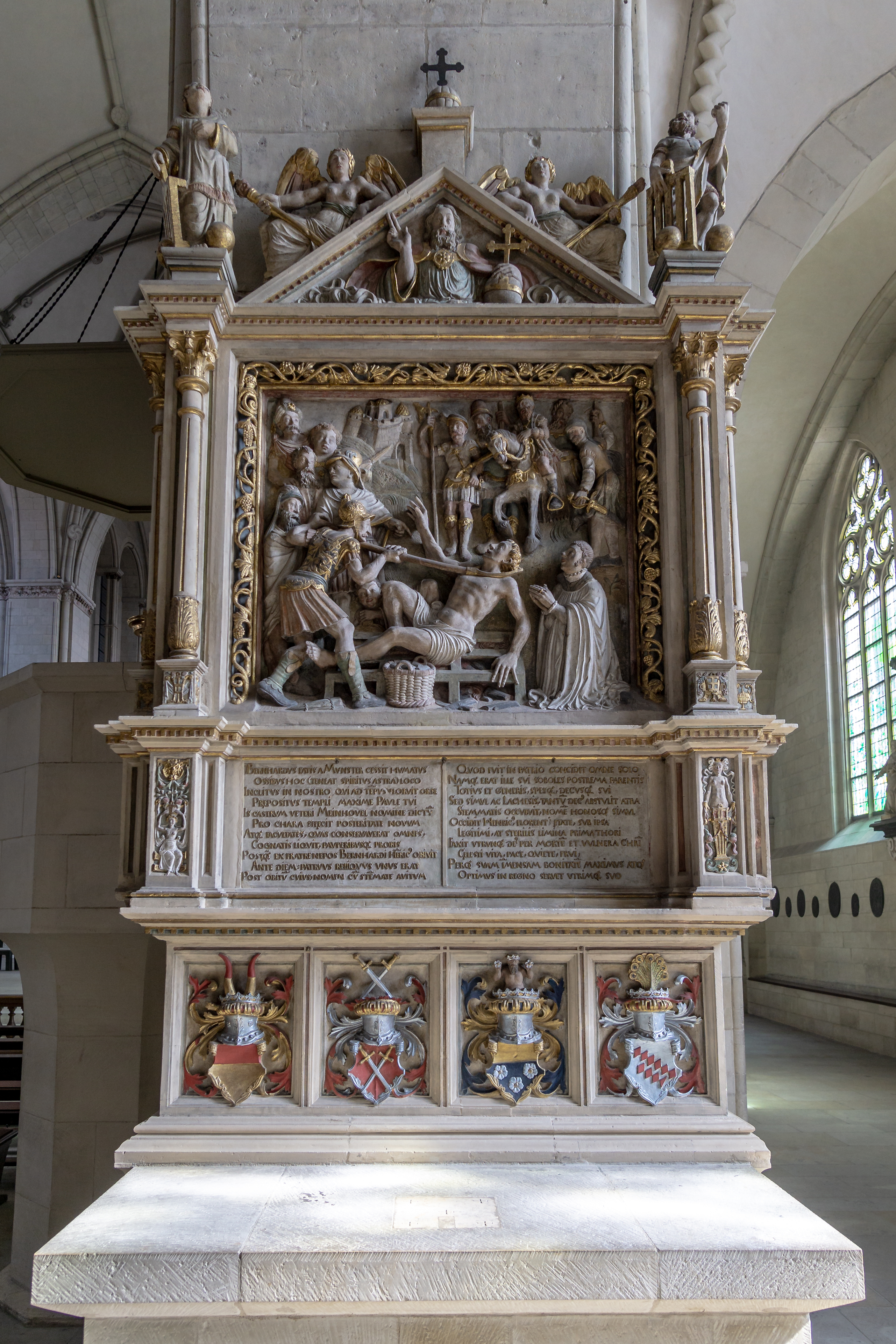
Diepenbrock-Wappen am Epitaph des von Bernhard von Münster-Meinhövel im St.-Paulus-Dom in Münster
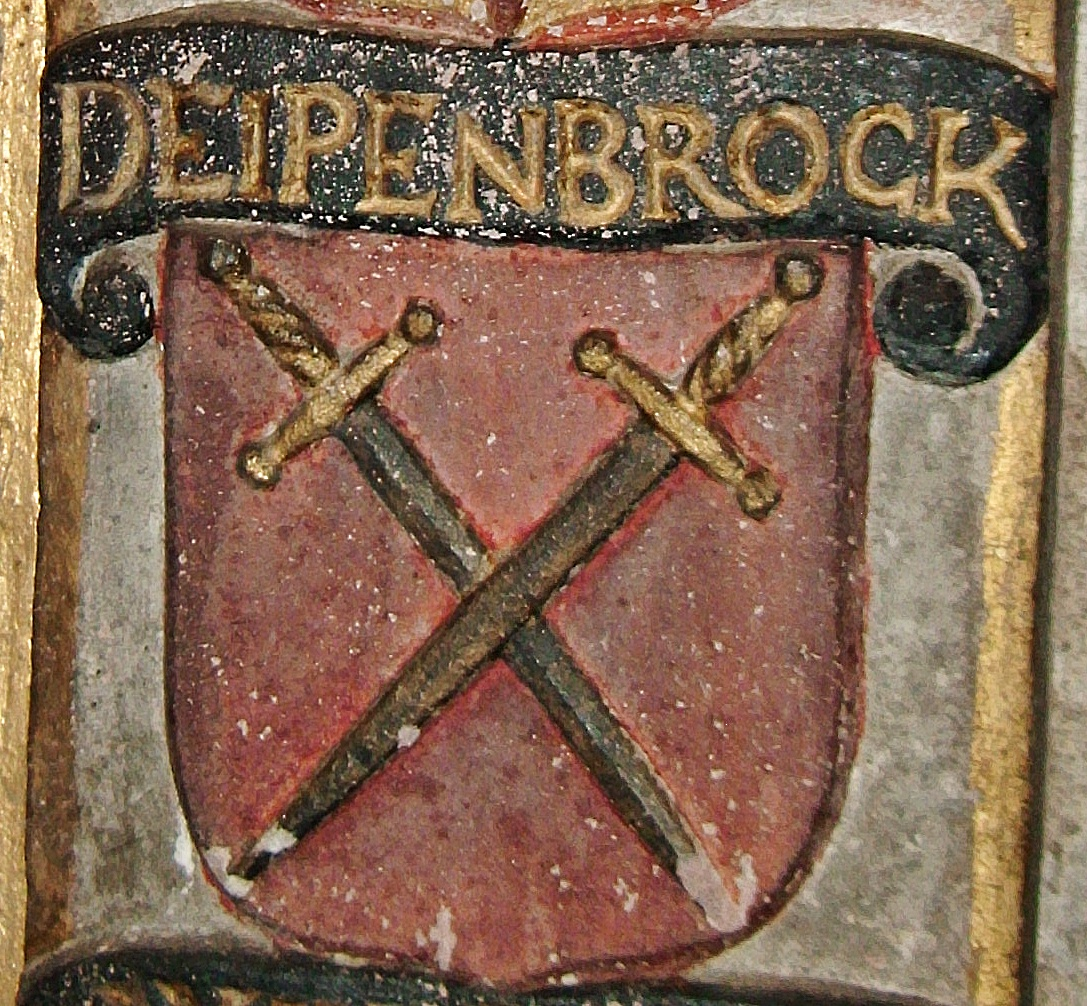
Wappen derer von Deipenbrock am Epitaph des Joachim Friedrich von Münster-Meinhövel († 1671) in der Heidelberger Peterskirche
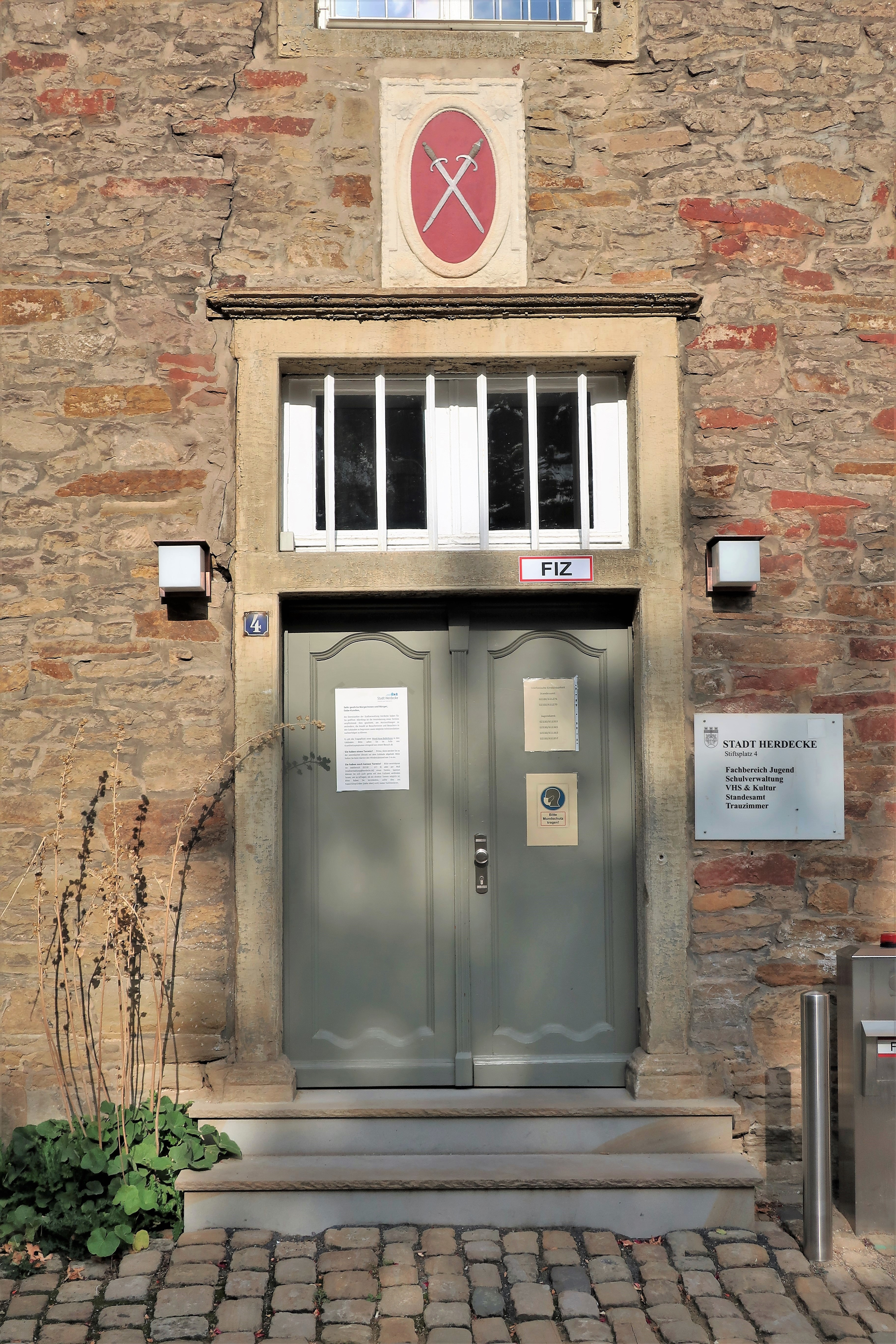
Wappen der Hermine von Diepenbroich über der Tür des Hauses Stiftsplatz 4 in Herdecke

- Blasonierung des Wappens der Freiherren von Diepenbrock-Empel im Wappenbuch des Westfälischen Adels gemäß preußischen Diplom vom 28. Juli 1740: Quadriert. In den Feldern 1 und 4 in Rot zwei ins Andreaskreuz gestellte abwärts geneigte silberne Schwerter mit goldenem Griff (Stammwappen). In den Feldern 2 und 3 in Blau ein goldener Balken, darüber ein goldener Vogel. Zwei Helme: I. rot-silbern bewulstet, darüber die Schwerter; II. blau-golden bewulstet, darauf ein goldener rechtsgewandter Ochsenkopf mit blauem Hals. Die Helmdecken sind rot-silbern und blau-golden.[8]

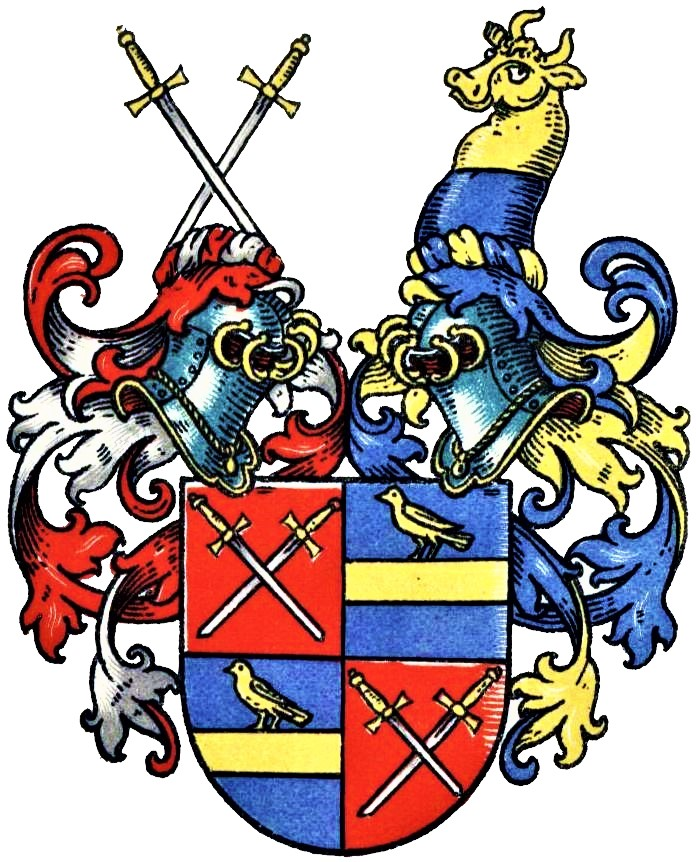
Wappen der Freiherren von Diepenbrock-Empel im Wappenbuch des Westfälischen Adels

- Blasonierung des Wappens der Grafen (Gronsfeld) von Diepenbrock-Empel im Wappenbuch des Westfälischen Adels gemäß Grafendiplom vom 28. Juli 1740: Quadriert mit Herzschild. In den Feldern 1 und 4 in Gold drei (2:1) goldene Kugeln. In den Feldern 2 und 3 in Schwarz im rechten Obereck eine silberne Vierung. Der Herzschild quadriert: In den Feldern 1 und 4 in Rot die gekreuzten Schwerter abwärts geneigt mit braunen Griffen und goldenen Parierstangen. In den Feldern 2 und 3 in Blau ein silberner Balken mit einem darüber nach innen schreitenden goldenen Vogel. Drei Helme: I. goldener, rot aufgeschlagener Turnierhut, darüber zwei aufgereckte Bärentatzen, eine rote Kugel haltend, eine dritte dazwischen auf dem Hut liegend; II. die Schwerter über rot-goldenen Wulst; III. gold-blau geteilter Ochsenrumpf. Die Helmdecken sind rechts rot-golden, links blau-golden. Als Schildhalter auf einer Marmorkonsole stehende, halb auswärtsstehende goldene Löwen mit schräg nach außen wehenden Fahnen, deren rechte die Figuren des Hauptschildes, die linke die des Herzschildes wiederholt.[9]

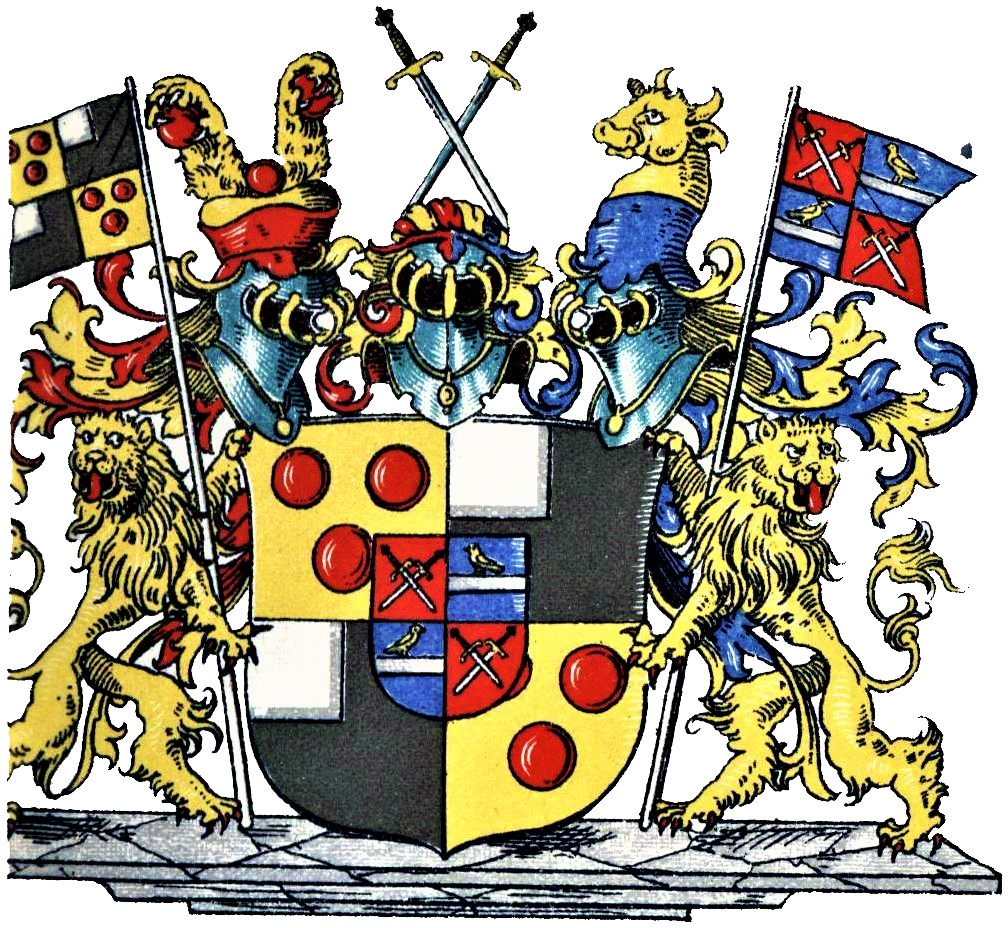
Wappen der Grafen von Diepenbrock-Impel im Wappenbuch des Westfälischen Adels
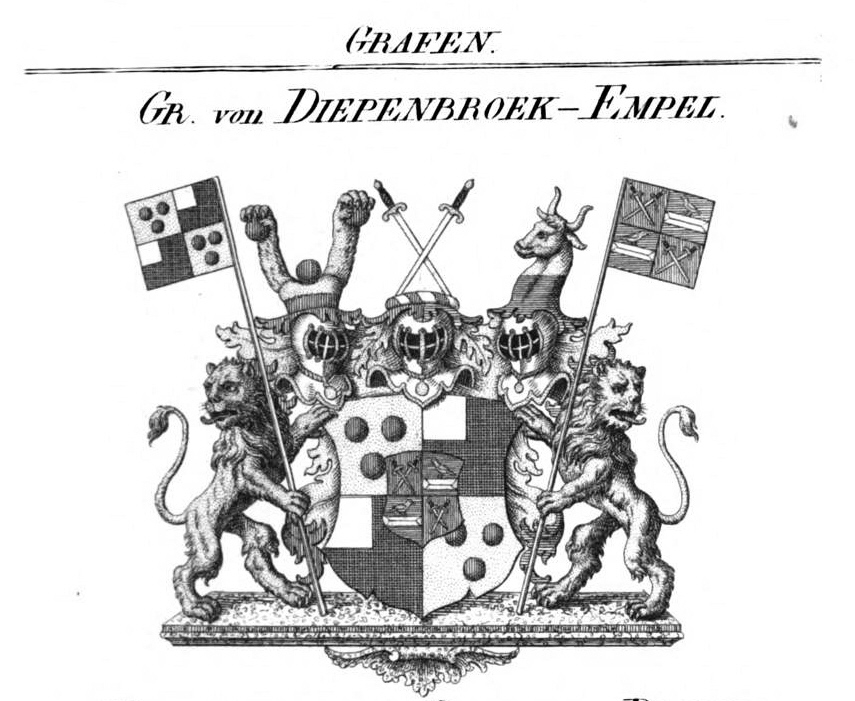
Wappen der Grafen von Diepenbroek-Empel bei Tyroff
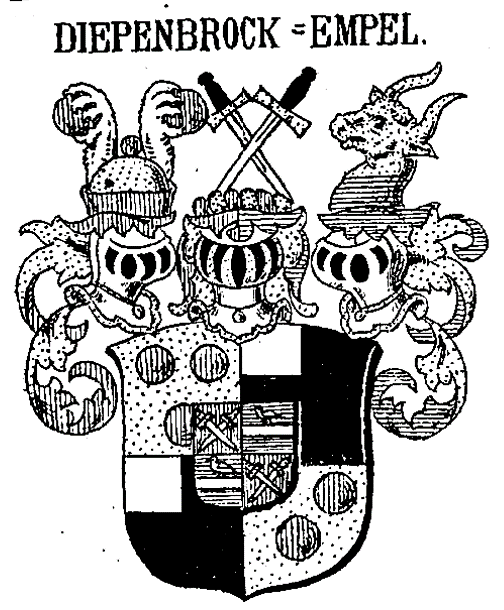
Wappen derer von Diepenbrock-Empel bei Johann Siebmacher

- Blasonierung des Wappens der Grafen von Gronsfeld-Diepenbrock zu Limpurch-Speckfeld im Wappenbuch des Westfälischen Adels: Quadriert mit Herzschild über einem Schildfuß. Der Herzschild ebenfalls quadriert: Felder 1 und 4 in Rot zwei gekreuzte silberne Schwerter mit braunen Griffen und goldenen Parierstangen, die Spitzen nach unten. Felder 2 und 3 in Blau silberne Querbalken, auf welchem oben ein goldener einwärts gewandeter Vogel sitzt. Hauptschild: Felder 1 und 4 in Gold drei (2:1) rote Kugeln. Felder 2 und 3 in Schwarz ein silbernes rechtes Obereck. Der Schildfuß ist wiederum quadriert und hat in der Mitte ein goldenes rundes Gefäß, Pokal mit Deckel. Felder 1 und 4 vier aufsteigende silberne Spitzen in Rot. Felder 2 und 3 in Blau fünf (3:2) silberne Schlägel. Fünf Helme: I. goldener rot aufgeschlagener Hut, darüber zwei goldene Löwenpranken je eine rote Kugel haltend, die dritte liegt auf dem Hut; II. gekrönt, die gekreuzten Schwerter; III. gekrönt, goldener rechtsgewandter Ochsenkopf mit blauem Hals; IV. gekrönt, zwei rot über silber durch Spitzen geteilte Büffelhörner, in deren Mündung je ein ablang zackig geteiltes Fähnchen, außen rot, innen silbern an silberner Stange; V. gekrönt, das goldene Schenkgefäß des Schenk von Limpurg. Die Helmdecken sind rot-golden, rot-silbern, blau-golden, rot-silbern und rot-silbern. Als Schildhalter zwei auswärtssehende goldene Löwen, Standarte an silbernen Schaft mit goldenen Spitzen haltend. Die rechte Standarte enthält das Gronsfeldsche, die linke das quadrierte Diepenbrock-Empel-Wappenbild.[11]

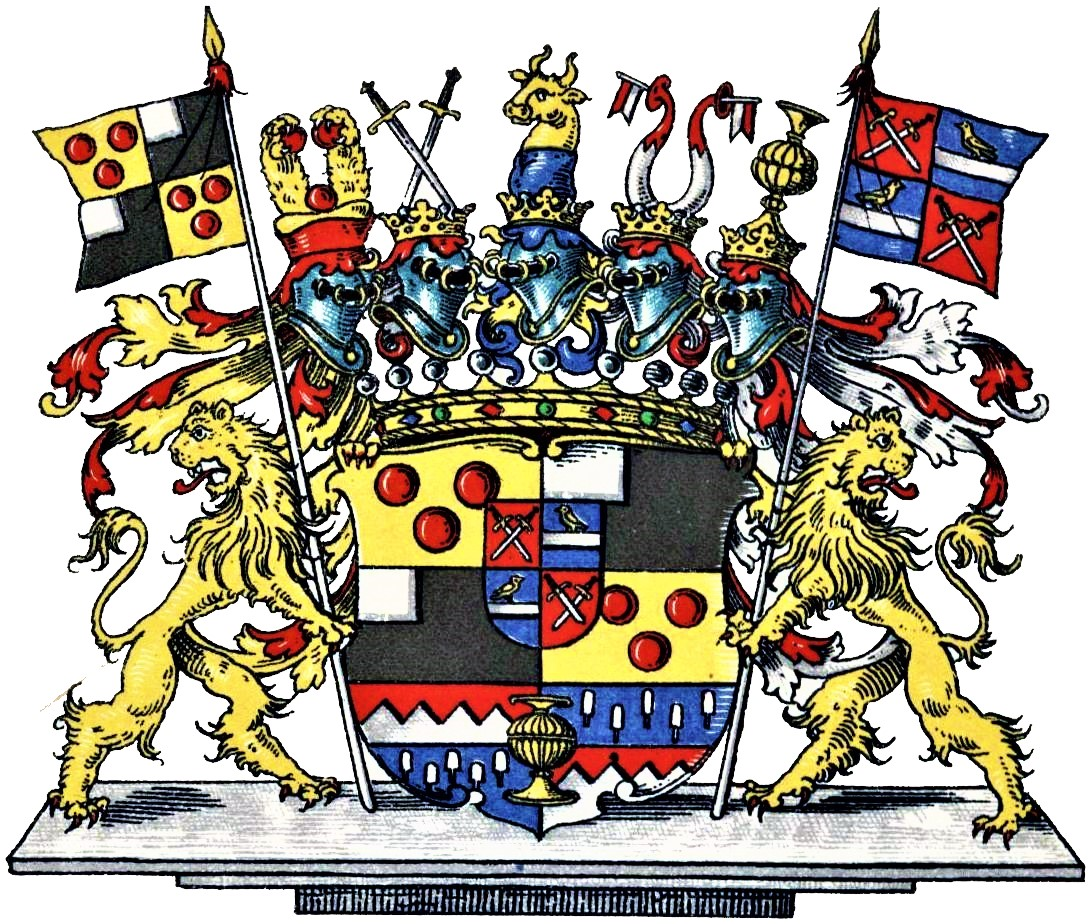
Wappen der Grafen von Gronsfeld-Diepenbroick zu Limpurg-Speckfeld im Wappenbuch des westfälischen Adels
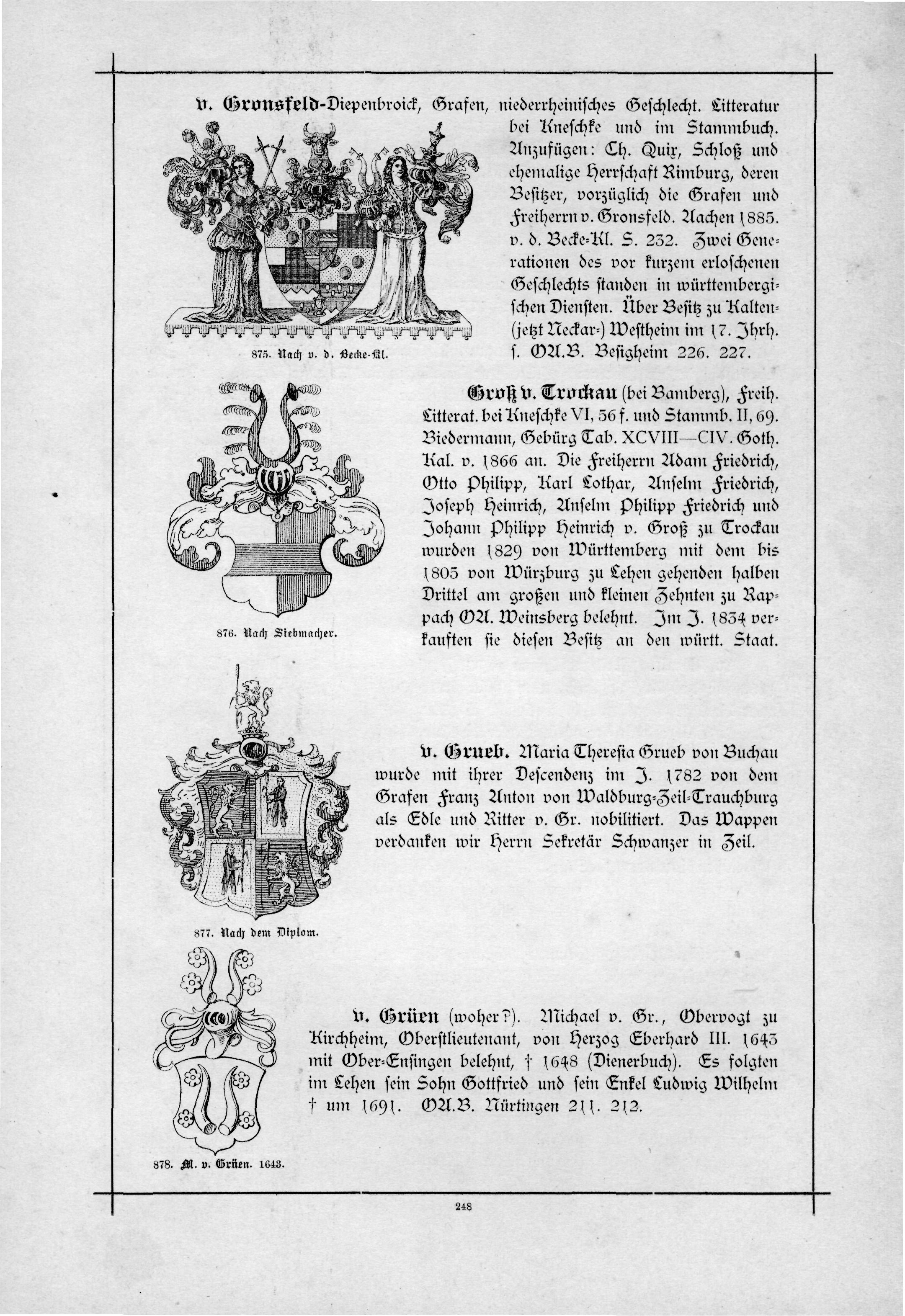
Wappen der Grafen von Gronsfeld-Diepenbrock im Württembergischen Adels- und Wappenbuch

- Blasonierung des Wappens der Freiherren von Diepenbroick-Grüter im Wappenbuch des Westfälischen Adels gemäß preußischer Wappenmehrung vom 29. Januar 1824 und den Freiherrendiplomen vom 15. Oktober 1840 und 24. September 1841: Quadriert. In den Feldern 1 und 4 in Rot zwei silberne, abwärts gekehrte, ins Andreaskreuz gestellte Schwerter mit goldenen Griff. In den Feldern 2 und 3 in Silber zwei rote Schildchen nebeneinander. Zwei Helme: I. rot-silberner Wulst, darüber die Schwerter; II. rot-silberner Wulst, darüber ein braunes Hirschgeweih, zwischen dem ein rotes Schildchen. Die Helmdecken sind rot-silbern.[12]

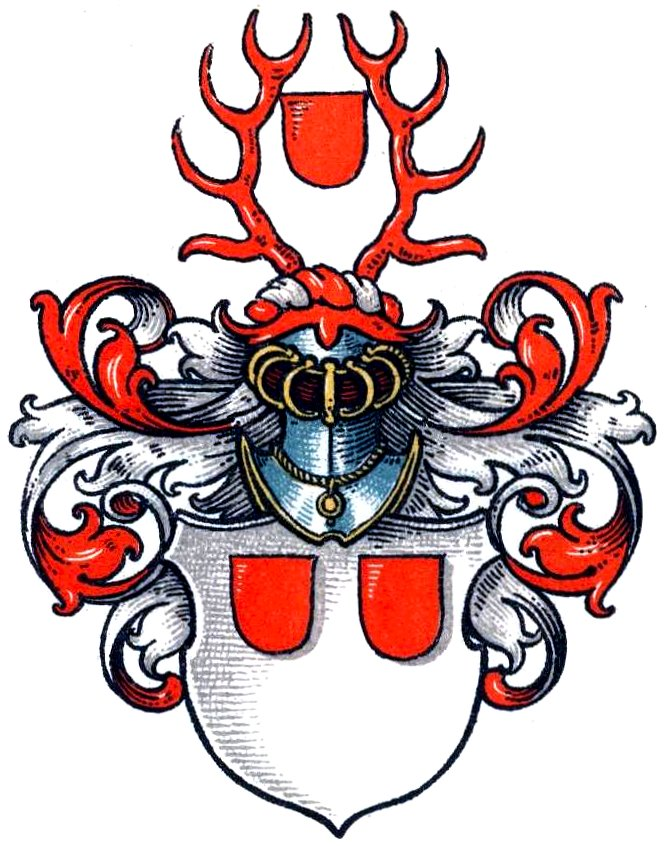
Wappen der Herren von Grüter im Wappenbuch des Westfälischen Adels
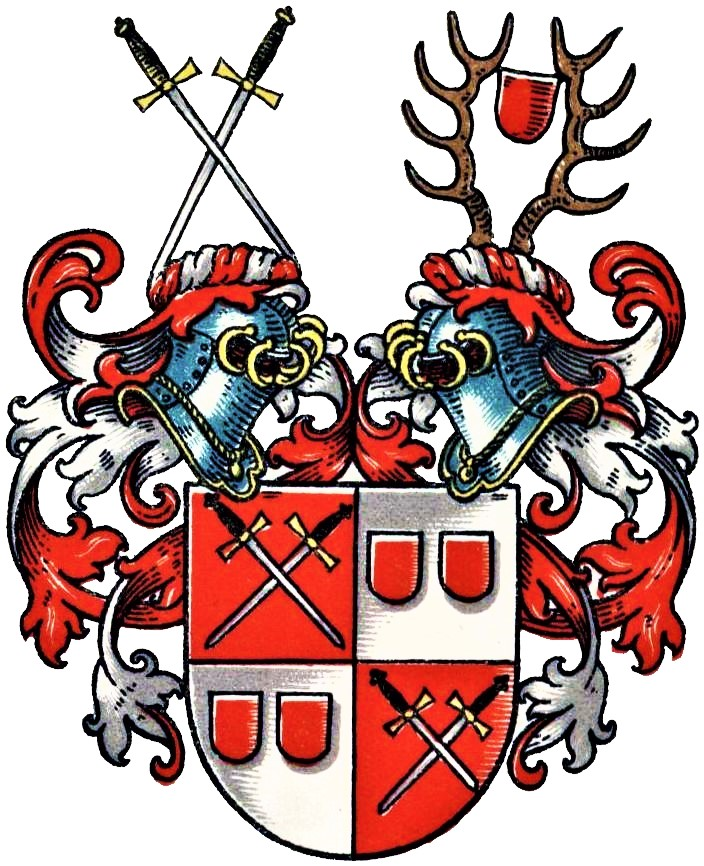
Wappen der Freiherren von Diepenbroick-Grüter im Wappenbuch des Westfälischen Adels

## Diepenbrock (Bocholter Patriziergeschlecht)

### Geschichte
Das Bocholter Patriziergeschlecht Diepenbrock führt seine Herkunft auf das gleichnamige Uradelsgeschlecht zurück. Eine Abstammung ist allerdings nicht nachweisbar. Der damalige Regensburger Domdechant und Generalvikar und spätere Breslauer Fürstbischof und Kardinal Melchior von Diepenbrock, der dieser Patrizierfamilie entstammt, wurde 1845 in den bayerischen Freiherrnstand erhoben. Haus Horst bei Holtwick (Bocholt) und Haus Langen bei Everswinkel waren im Besitz des Geschlechts.

### Persönlichkeiten
- Alphons Diepenbrock (1862–1921), niederländischer Komponist, Schriftsteller und Altphilologe
- Anton Diepenbrock (1761–1837), deutscher Großkaufmann, Gutsbesitzer, salmischer Hofrat und Maire des Kantons Bocholt, Vater von Melchior von Diepenbrock
- Apollonia Diepenbrock (1799–1880), deutsche Krankenhausgründerin, Schwester von Melchior von Diepenbrock
- Conrad Joseph Diepenbrock (1808–1884), deutscher Schriftsteller und Revolutionär, Bruder von Melchior von Diepenbrock
- Johannes Bernhard Diepenbrock (1796–1884), deutscher Theologe und Historiker
- Melchior Diepenbrock (1798–1853), deutscher Theologe, Fürstbischof von Breslau und Kardinal

### Wappen
Wappen des Fürstbischofs und Kardinals Melchior von Diepenbrock (1798–1853): Das Stammwappen des Uradelsgeschlechts als Herzschild im Geviert des Wappens des Fürstbistums Breslau.

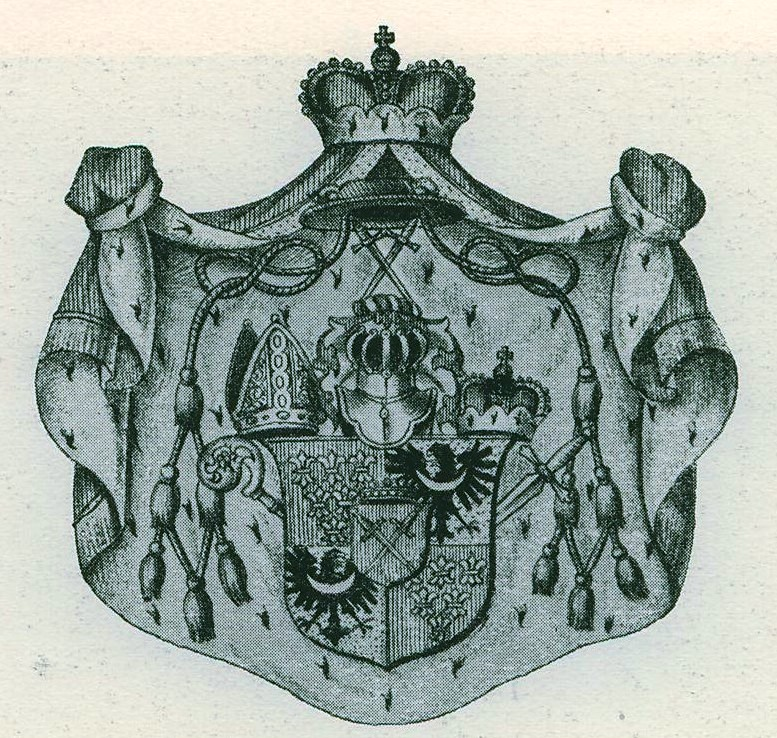
Vollwappen des Breslauer Fürstbischofs Melchior von Diepenbrock
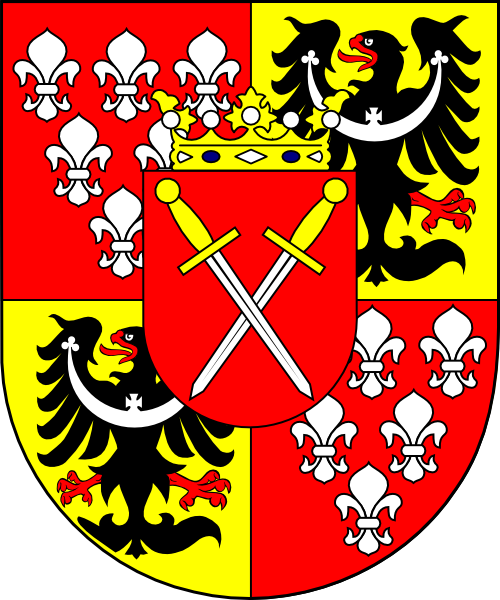
Wappen des Fürstbischofs Melchior von Diepenbrock
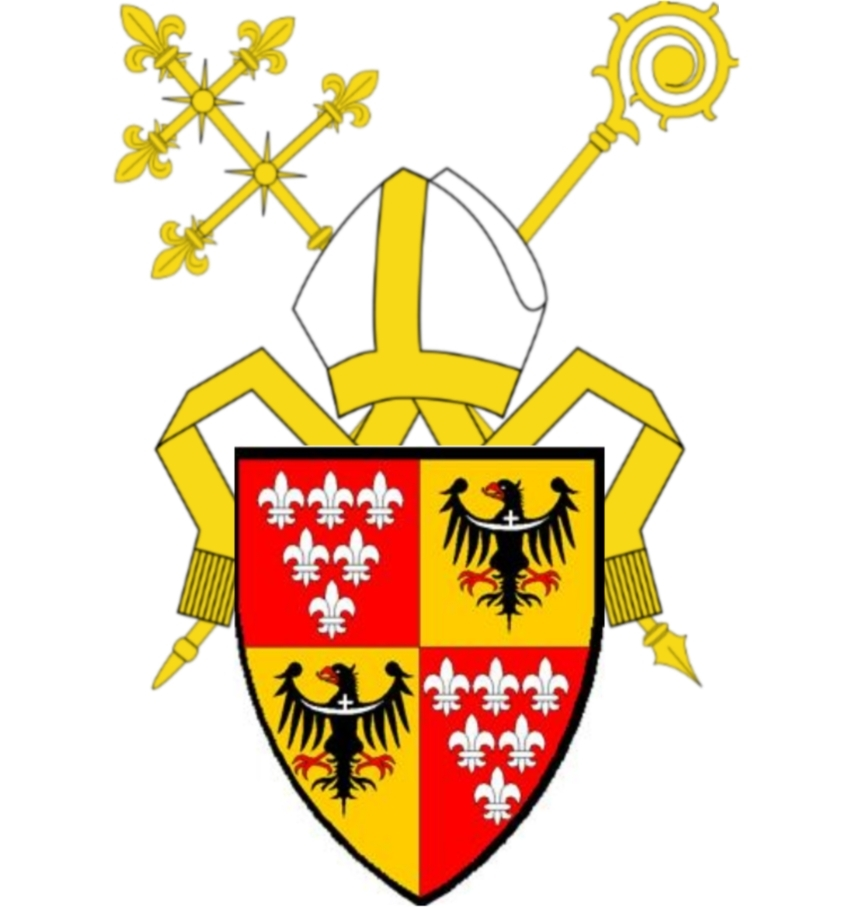
Zum Vergleich: Wappen des Erzbistums Breslau